# R・ターナー・ウィルコックス
R・ターナー・ウィルコックス (R. Turner Wilcox) として知られる、ルース・ターナー・ウィルコックス (Ruth Turner Wilcox、1888年 – 1970年）は、アメリカ合衆国の画家、ファッション・イラストレーター、服飾史資料の収集家。
ニューヨーク出身で、独学で絵を学び、特に女性の人物画を得意とした。1910年から1915年まで、『Women's Wear Daily』誌の初代ファッション・エディター、美術・デザイン担当を務め、その後は1920年代なかばまで宣伝用のイラストレーションを手がけた。
夫レイ・ウィルコックス（Ray Wilcox、1883年 - 1959年）、同名の娘ルース・ウィルコックス（Ruth Dawes Wilcox、1908年 - 1989年）はいずれも画家であり、しばしば一家で作品展を開いていた。
長年にわたり夫とともに服飾史に関する資料を収集し、それをもとに多数のイラストを含む服飾史に関する著作を発表した。著書の多くは、21世紀に入っても新装版が出されている。

## 著書
- The Mode in Costume, 1942年初版[2]
  - 日本語版：R・ターナー・ウィルコックス（石山彰 訳）、モードの歴史 古代オリエントから現代まで、文化出版局、1979年
- The Mode in Hats and Headdress
- The Mode in Footwear
- The Mode in Furs
- Folk and Festival Costume
- Five Centuries of American Costume
- The Dictionary of Costume, 1969年初版[2]